# Епархия Фридженто
Епархия Фридженто (лат. Dioecesis Frequentina) — упразднённая в 1818 году католическая епархия, в настоящее время титулярная епархия Римско-Католической церкви.

## История
Епархия Фридженто была основана в V веке. Первым епископом епархии Фридженто был святой Марциан, рукоположенный в епископа Римским папой Львом Великим. Святой Марциан умер 14 июня 496 года. О дальнейшей истории епархии Фридженто не известно. В следующий раз епархия Фридженто упоминается в 1059 году, когда в епархию Фридженто были присоединены земли существовавшей с IV века епархии Эклано-Квинтодецимо.
9 мая 1466 года Римский папа Павел II издал буллу "Ex supernae maiestatis", которой назначил епископа Фридженто епископом Авеллино и эти две епархии были объединены под управлением одного ординария.
27 июня 1818 года после конкордата между Святым Престолом и Неаполитанским королевством Римский папа Пий VII издал буллу "De utiliori", которой упразднил епархию Фридженто.
С 1970 года епархия Фридженто является титулярной епархией Римско-Католической церкви.

## Епископы
- ? — 14.06.496 —  святой епископ Марциан ;
- упоминается в 1080 году — епископ Энгеллин ;
- 1142—1145 — епископ Джованни ;
- 1179—1182 — епископ Гиацинт ;
- упоминается в 1189 — епископ Агапит ;
- упоминается в 1200 году — епископ Мартин ;
- 1234—1252 — епископ Джованни ;
- 3.11.1254 — 4.02.1256 — епископ Jacopo d’Acquaputrida ;
- упоминается в 1257 году — B. ;
- упоминается в 1306 году — епископ G. ;
- 18.04.1307 — 1319 — епископ Ruggero ;
  - Sede vacante;
- 1334 — епископ Николай ;
- 1343 — епископ Петр ;
- 1348 — епископ Крстан ;
- 10.12.1348 — 1369 — епископ Eustazio Nicola di Riccia O.E.S.A.[1] ;
- 1370 — епископ Джакопо ;
- упоминается в 1347 году — епископ Nicola di Sorrento ;
- 1398—1405 — епископ Марциан или Мартин ;
- 27.04.1405 — 1424 — епископ Джованни Караччиоло ;
- 16.08.1424 — 1455 — епископ Гаспар O.S.B. ;
- 27.09.1455 — 9.05.1466 — епископ Джованни Батиста ди Вентура  — назначен епископом Авеллино-Фридженто;
  - 1466—1818 — Sede unita ad Avellino .

## Титулярные епископы
- 4.07.1970 — 7.10.1975 — епископ Angelo Fausto Vallainc  — назначен епископом Альбы;
- 7.12.1975 — 26.05.1983 — епископ Enrico Assi  — назначен епископом Кремоны;
- 1.06.1983 — 7.08.2011 — епископ Joseph Candolfi ;
- 24.02.2012 — по настоящее время — епископ Доминик Швадерлапп .

## Источник
- Annuario Pontificio, Libreria Editrice Vaticana, Città del Vaticano, 2003, стр. 753, ISBN 88-209-7422-3
- Булла Ex supernae maiestatis, Le Chiese d’Italia dalla loro origine sino ai nostri giorni, vol. XIX, Venezia 1864, стр. 172—174  (лат.)
- Булла De utiliori, in Bullarii romani continuatio, Tomo XV, Romae 1853, стр. 56-61  (лат.)
- Storia della diocesi di Avellino
- Pius Bonifacius Gams, Series episcoporum Ecclesiae Catholicae, Leipzig 1931, стр. 854  (лат.)
- Konrad Eubel, Hierarchia Catholica Medii Aevi, vol. 1 Архивная копия от 9 июля 2019 на Wayback Machine, стр. 254—255  (лат.)
- Giuseppe Cappelletti], Le Chiese d’Italia dalla loro origine sino ai nostri giorni, Venezia 1864, vol. XIX, стр. 175—178 (лат.)
- La Gerarghia Cattolica